# Boom cha
«Boom cha» es el segundo sencillo de la cantante mexicana Anahí del sexto álbum de estudio titulado Inesperado. La canción es una colaboración con la cantante brasileña Zuzuka Poderosa. Musicalmente, «Boom cha» tiene ritmos brasileños e influencias en el dance-pop y pop latino. La canción es interpretada en tres idiomas a la vez: portugués, inglés y español.
El sencillo se lanzó el 11 de diciembre de 2015 a través de descarga digital. El mismo día se estrenó el video musical en su cuenta oficial en Vevo, fue dirigido por Pablo Croce y grabado en Miami, Estados Unidos.

## Antecedentes
Durante una entrevista con el bloguero brasileño Hugo Gloss, Anahí comentó que fue el productor DJ Buddha quien le presentó a la cantante Zuzuka, agregando además que: «Ella me mostró una música con una idea nueva, y yo inmediatamente pensé que debería ser una colaboración en portugués. Nos juntamos varias veces, tuvimos muchas ideas. Es una canción que llevó mucho tiempo en estar lista. Me reuní con muchos compositores y productores hasta llegar a la versión final».

## Lanzamiento
El 1 de octubre de 2015 se dio a conocer la portada de la cantante para la Revista Cosas, durante la entrevista, Anahí comentó que el segundo sencillo del álbum sería «Boom cha» y sería lanzado en octubre.
El 18 de octubre de 2015, Anahí mostró, como primer adelanto del sencillo, la portada del mismo junto con dos tearsers del video musical junto a los hashtag #Próximamente #Boomcha. El 20 de octubre de 2015 se da a conocer la entrevista con Alejandro Guzmán, para Televisa Espectáculos, en la cual Anahí anunció que el sencillo era una colaboración con la cantante brasileña Zuzuka Poderosa y que el nombre del álbum es Amnesia.
Finalmente, el estreno del sencillo se atrasó y se anunció que será lanzado el 11 de diciembre de 2015, a través de descarga digital, en forma simultánea con el sencillo «Eres» junto al cantante Julión Álvarez. Antes del estreno de la canción, el sencillo se filtró en internet, Anahí publicó un adelanto del video musical junto a un comentario sobre dicha filtración:

«#Boomcha ya casi !! La filtraron antes pero ya saben, esas cosas pasan. Oficialmente el 11 y sobre todo el video que espero les guste! como siempre hecho con todo el corazón. A los comentarios buenos mil gracias! Y a los malos espero que pronto les guste otro de los muchos temas que faltan por mostrarles. Como siempre les mando todo mi cariño y mil gracias por estar conmigo siempre.»
Anahí sobre la filtración del sencillo.

Luego del estreno de «Boom cha» se anunció que el siguiente sencillo sería «Eres», será lanzado en 2016 y no en forma simultánea como se había anunciado previamente por Universal.

## Recepción

### Crítica
Diego Augusto Durante, del sitio web brasileño Extra Pop, argumentó que el sencillo es muy diferente a lo que Anahí presentó con «Rumba» pero sin dejar de ser envolvente y muestra su agrado por el funk brasileño que se encuentra presente en la canción. El bloguero brasileño Hugo Gloss señaló que le encantó la «mezcla increíble» entre Anahí y la cantante de funk brasilero Zuzuka y agregó que el sencillo tiene una huella latina con funk carioca.
El bloguero Ernesto Ardonez, argumentó «Anahí regresó a la música y con más fuerza que nunca con su segundo sencillo y el vídeo de "Boom Cha" es todo un hit, desplazando del primer lugar en iTunes a pocas horas de su estreno a los más grandes exponentes de la música mundial como Adele y Justin Bieber tanto en México como en Brasil». Finalmente agregó «dejo mi recomendación para sus playlist del #HitsToPlay porque con el ritmo que se trae con Boom cha, seguro les dan ganas de bailar o hacer ejercicio, Enjoy it!».
Pedro Rocha del sitio web brasileño Papel Pop expresó que «Anahí esta con todo y continua haciendo una increíble mezcla de ritmos con su nuevo sencillo». Jessica Lucia Roiz del sitio web Latin Times, expresó que luego de realizar su triunfal regreso con «Rumba», Anahí lanza este nuevo sencillo el cual es «enérgico, divertido y lleno de vida».

### Desempeño comercial
El sencillo alcanzó el primer puesto en ventas digitales en Brasil y República dominicana  a sólo tres horas de su lanzamiento.

## Lista de canciones
- Descarga digital

| Boom cha (feat. Zuzuka Poderosa) — Single |            |          |  |
| N.º                                       | Título     | Duración |  |
| 1.                                        | «Boom cha» | 3:40     |  |

## Video musical

### Desarrollo y lanzamiento
El video musical fue grabado el 18 de julio de 2015 en Miami, Florida. Fue grabado en un almacén de carga y almacenaje y su inspiración es en los ritmos brasileros. La coreografía del video estuvo a cargo de Tanisha Scott.

Totalmente, están en mi sangre y en mi corazón siempre, entonces les debía algo así no, combinar este ritmo, México-Brasil, estar juntos todos y compartir en esta canción.
Anahí sobre el video del sencillo.

El video musical será lanzado, en forma simultánea con el sencillo, en su cuenta de Vevo y a través de descarga digital. El video musical fue dirigido por Pablo Croce y alcanzó el primer puesto en ventas en México a través de descarga digital. A sólo una semana de su lanzamiento, el video alcanzó el primer millón de visitas.

### Recepción
El video musical recibió críticas favorables, el bloguero brasileño Hugo Gloss afirmó que Anahí esta maravillosa y muy "diosa" en su nueva producción. Mostró su agrado por la coreografía del mismo y por la participación Zuzuka. La revista mexicana Quien consideró al video caliente y agregó «La cantante nuevamente aparece para derrochar sexytud en el video de su segundo sencillo».
El sitio web Televisa Espectáculos considera al video una «alerta hot», agregando «Anahí vuelve a demostrar que esta más guapa que nunca con el lanzamiento de su nuevo video, 'Boom Cha', en el cual muestra algunos pasos de samba, y tenemos que decirte que te derretirán» . Globo.com, sitio web brasileño señaló que Anahí apuesta a una novedad musical que «mezcla ritmos brasileños que van a hacer bailar a todo el mundo», finalmente menciona que la cantante aparece, como siempre, hermosa y tiene el apoyo de percusionistas y bailarines en medio un patio lleno de contenedores.
Daniela Bosch, de la revista mexicana Caras, comenzó diciendo que Anahí «conquista Latinoamérica con su nuevo video musical» y continúa «sigue cosechando éxitos en su carrera musical y muestra de ello es que a tan sólo unas horas de haber lanzado su nuevo video, se está colocando en los primeros lugares de descargas y vistas».
Pedro Rocha del sitio web brasileño Papel Pop expresó que «el video musical, al igual que «Rumba», trae mucha fiesta, baile, coreografía y una Anahí muy sensual».

## Posicionamiento

### Semanales
| País      | Chart          | Lista   | Mejor posición |
| 2016      | 2016           | 2016    | 2016           |
| --------- | -------------- | ------- | -------------- |
| Venezuela | Monitor Latino | Top pop | 9              |

### Anuales
| País      | Chart          | Lista         | Mejor posición |
| 2016      | 2016           | 2016          | 2016           |
| --------- | -------------- | ------------- | -------------- |
| Venezuela | Monitor Latino | Top pop anual | 93             |

## Historial de lanzamiento
| Región | Fecha                   | Formato          | Discográfica    |
| ------ | ----------------------- | ---------------- | --------------- |
|        | 11 de diciembre de 2015 | Descarga digital | Universal Music |
| España | 14 de diciembre de 2015 | Descarga digital | Universal Music |